# Velox (football)
Pour les articles homonymes, voir Velox.
Maillots
Velox est un ancien club néerlandais de football fondé le 12 mai 1902 et originaire du quartier populaire de Tolsteeg dans la ville de Utrecht.
Il fusionne en 1970 avec DOS Utrecht et USV Elinkwijk pour donner naissance au FC Utrecht.

## Histoire
En 1958 le club est champion de Eerste Klasse, le 4e échelon du football néerlandais. Il devient professionnel la saison suivante et est promu en Eerste Divisie, où il évolue de 1962 à 1968.
Le club fusionne avec DOS Utrecht et USV Elinkwijk, à la demande du conseil municipal de Utrecht, pour donner naissance au FC Utrecht.
Le club continue indépendamment dans les championnats amateurs et disparaît en 1992.